# Khoa X quang

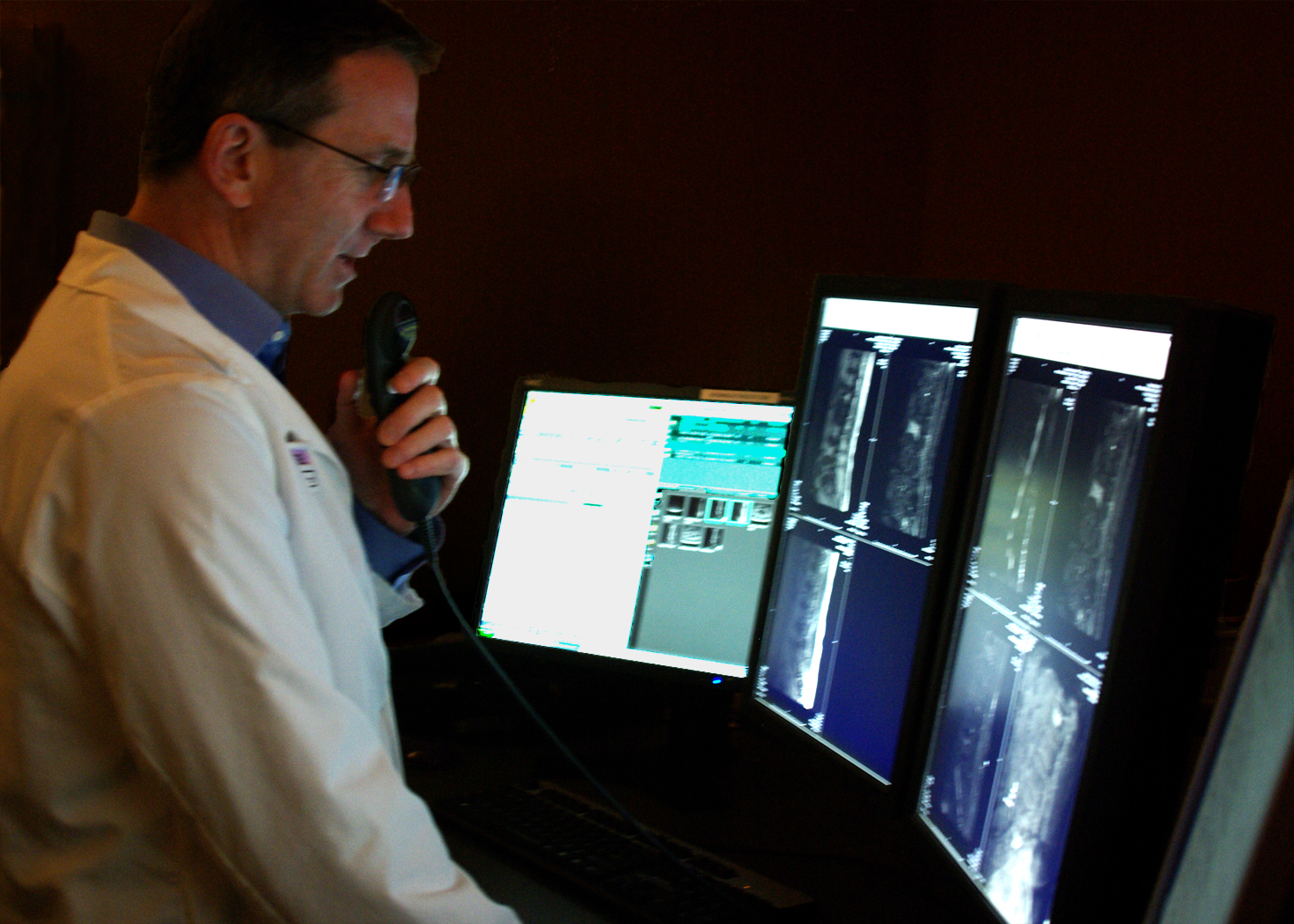

Khoa X quang (radiology) là chuyên ngành sử dụng hình ảnh y khoa để chẩn đoán và điều trị bệnh có thể thấy được trong cơ thể. Một sự đa dạng các kỹ thuật hình ản được sử dụng, không chỉ giới hạn chỉ tia X, như siêu âm, chụp cắt lớp vi tính (CT), y học hạt nhân gồm chụp xạ hình cắt lớp positron (PET), và chụp cộng hưởng từ (MRI) được sử dụng trong chẩn đoán và điều trị bệnh.